# Bokshandschoen

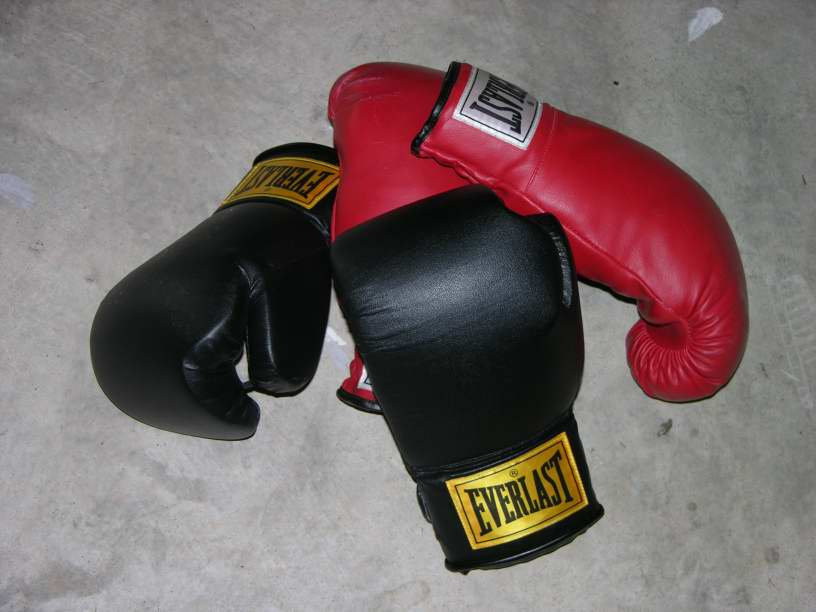
Enige bokshandschoenen

Bokshandschoenen zijn handschoenen die worden gedragen bij het uitoefenen van de bokssport. De bokshandschoen beschermt de hand tegen blessures. In 1868 werden onder de auspiciën van John Sholto Douglas, de 9e Markies van Queensberry, een aantal regels opgesteld voor boksen waarin het dragen van de handschoen verplicht werd gesteld. Die regels verwerden tot een soort algemene basisregels voor de bokssport.
Bokshandschoenen zijn zachter en ronder dan de handschoenen die worden gebruikt bij onder andere Kickboksen, San Shou en Thaiboksen. De hardere, compactere en plattere handschoenen die bij die sporten worden gedragen, mogen bijvoorbeeld niet gebruikt worden bij training met een bokszak, omdat ze de bokszak kunnen beschadigen.

## Maten
Er zijn verschillende maten bokshandschoenen. De maat van bokshandschoenen is gebaseerd op het gewicht, uitgedrukt in Oz (ounce), waarbij 1 ounce = 28,349 gram.
Omdat elke sporter hoort te trainen met bokshandschoenen die in verhouding zijn tot zijn of haar gewicht, wordt de maat van de bokshandschoenen bepaald aan de hand van het lichaamsgewicht van de sporter. Hierbij kan als uitgangspunt worden genomen dat voor elke 5 kg lichaamsgewicht 1 Oz wordt berekend.
| Lichaamsgewicht (kg) | Handschoen (Oz) |
| -------------------- | --------------- |
| 15 - 25              | 4               |
| 25 - 35              | 6               |
| 35 - 45              | 8               |
| 45 - 55              | 10              |
| 55 - 65              | 12              |
| 65 - 75              | 14              |
| 75 - 85              | 16              |
| 85 - 95              | 18              |
| > 95                 | 20              |

De maten bokshandschoenen in de uiterste categorieën (aangegeven met een *) zijn niet goed verkrijgbaar, de mate van beschikbaarheid is afhankelijk van de fabrikant.
Uitzonderingen:
- Voor wedstrijden worden vaak minder zware bokshandschoenen gebruikt[bron?].
- Er zijn sportscholen waar tijdens het sparren zwaardere bokshandschoenen gebruikt worden (vaak 16 OZ), voor extra veiligheid[bron?].